# Стратифицированное многообразие
Стратифицированное многообразие — множество в топологическом пространстве, являющееся объединением конечного числа попарно непересекающихся гладких многообразий (называемых стратами) различных размерностей, если при этом замыкание каждого страта состоит из него самого и конечного числа стратов меньших размерностей.

## Примеры
- Конус в трёхмерном пространстве. Состоит из объединения двух двумерных стратов (двух половин конуса с вырезанной вершиной) и нуль-мерного страта (самой вершины).

- Пара пересекающихся плоскостей в трёхмерном пространстве. Состоит из четырёх двумерных стратов (открытых полуплоскостей) и одного одномерного страта (прямой пересечения).

- Ласточкин хвост. Состоит из стратов размерностей 2, 1 и 0.

- Множество {\displaystyle M} в пространстве матриц типа {\displaystyle (m,n)}, состоящее из матриц, ранг которых меньше максимального значения {\displaystyle r_{\max }=\min\{m,n\}}. Страты {\displaystyle M} соответствуют значениям {\displaystyle r=0,\ldots ,r_{\max }-1,} их размерности определяются формулой произведения корангов.